# Polesie (przystanek kolejowy)
Polesie – przystanek Warszawskiej Kolei Dojazdowej położony przy ul. Brwinowskiej w Milanówku.
W roku 2022 dzienna wymiana pasażerska na przystanku wyniosła 50-99 osób.

## Opis przystanku

### Perony
Przystanek składa się z jednego peronu bocznego posiadającego jedną krawędź peronową. Na peronie znajduje się blaszana wiata przystankowa.

### Punkty sprzedaży biletów
Na terenie przystanku dostępny jest biletomat umożliwiający zakup biletów jednorazowych i okresowych. 

### Przejazd kolejowo-drogowy
Na południowej głowicy peronu, przy wejściu na przystanek, znajduje się przejazd kolejowo-drogowy. Położony jest w ciągu ul. Brwinowskiej.